# بوب روذرفورد
بوب روذرفورد (بالإنجليزية: Bob Rutherford)‏ (1878 بغيتسهيد في المملكة المتحدة - ) هو لاعب كرة قدم بريطاني (وحمل سابقاً جنسية المملكة المتحدة لبريطانيا العظمى وأيرلندا) في مركز الدفاع. لعب مع نيوكاسل يونايتد.